# Kirchwehren

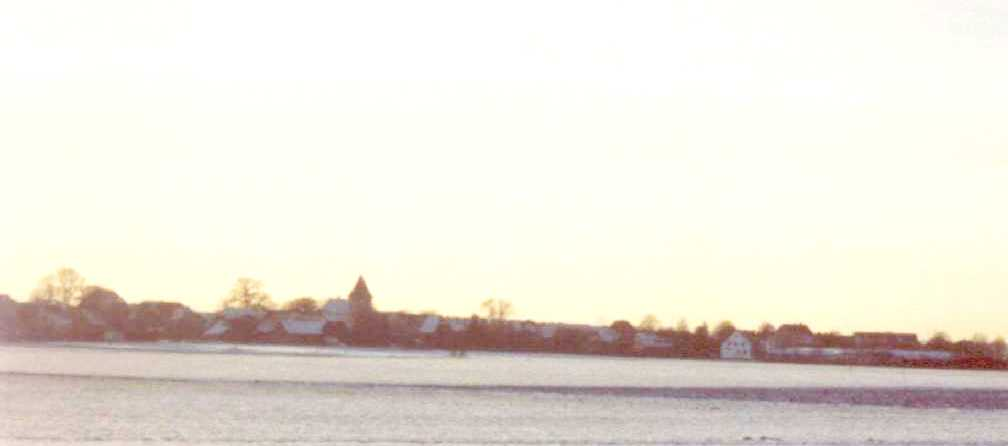
Kirchwehren aus westlicher Ansicht

Kirchwehren ist ein Stadtteil von Seelze in der Region Hannover. Das Ortsbild ist noch weitgehend landwirtschaftlich geprägt, obwohl die meisten Einwohner ihren Lebensunterhalt außerhalb der Landwirtschaft verdienen und die Wohnbebauung überwiegt.

## Geographie
Kirchwehren liegt im Süden Seelzes an der Kreuzung der L390 und der K251. In direkter Nachbarschaft liegen die Seelzer Stadtteile Almhorst im Norden, Lathwehren mit dem Gut Dunau der Familie v. Alten im Westen, Döteberg im Nordosten, sowie die Gehrdener Stadtteile Ditterke, Northen und Lenthe südlich des Großen Holzes. Mehrere Buslinien führen in die Kernstadt von Seelze, nach Hannover und das zirka 10 km entfernte Barsinghausen, dem nächsten Mittelzentrum im Südwesten.

## Geschichte
Kirchwehren wurde 1096 erstmals in einer Schenkungsurkunde des Bischofs Oldaricus von Minden erwähnt. 1996 wurde eine 900-Jahr-Feier begangen.
Zusammen mit dem Seelzer Stadtteil Lohnde wurden hier 1967 die ersten Baugebiete erschlossen, mit denen man sich auch Ortsfremden öffnete, die Einwohnerzahl um 130 Personen erhöhte sowie die Infrastruktur und Verkehrsanbindung verbesserte.
Am 1. März 1974 wurde Kirchwehren in die Gemeinde Seelze eingegliedert.

## Politik
Im Ortsrat ist die SPD mit vier und die CDU mit drei Personen vertreten. Ortsbürgermeister ist seit 1999 Jens Seegers (SPD).

## Kultur und Sehenswürdigkeiten
Kirchwehren hat einen Sportverein, eine Freiwillige Feuerwehr mit Musikzug und einen Arbeitskreis, in dem sich die Einwohner für die Ortsgemeinschaft engagieren. Der Künstler Wolfgang Tiemann hat in Kirchwehren Atelier und Lebensmittelpunkt. Tiemann arbeitet mit Skulpturen, Radierungen und Malereien, die national und international auf Ausstellungen gezeigt werden.

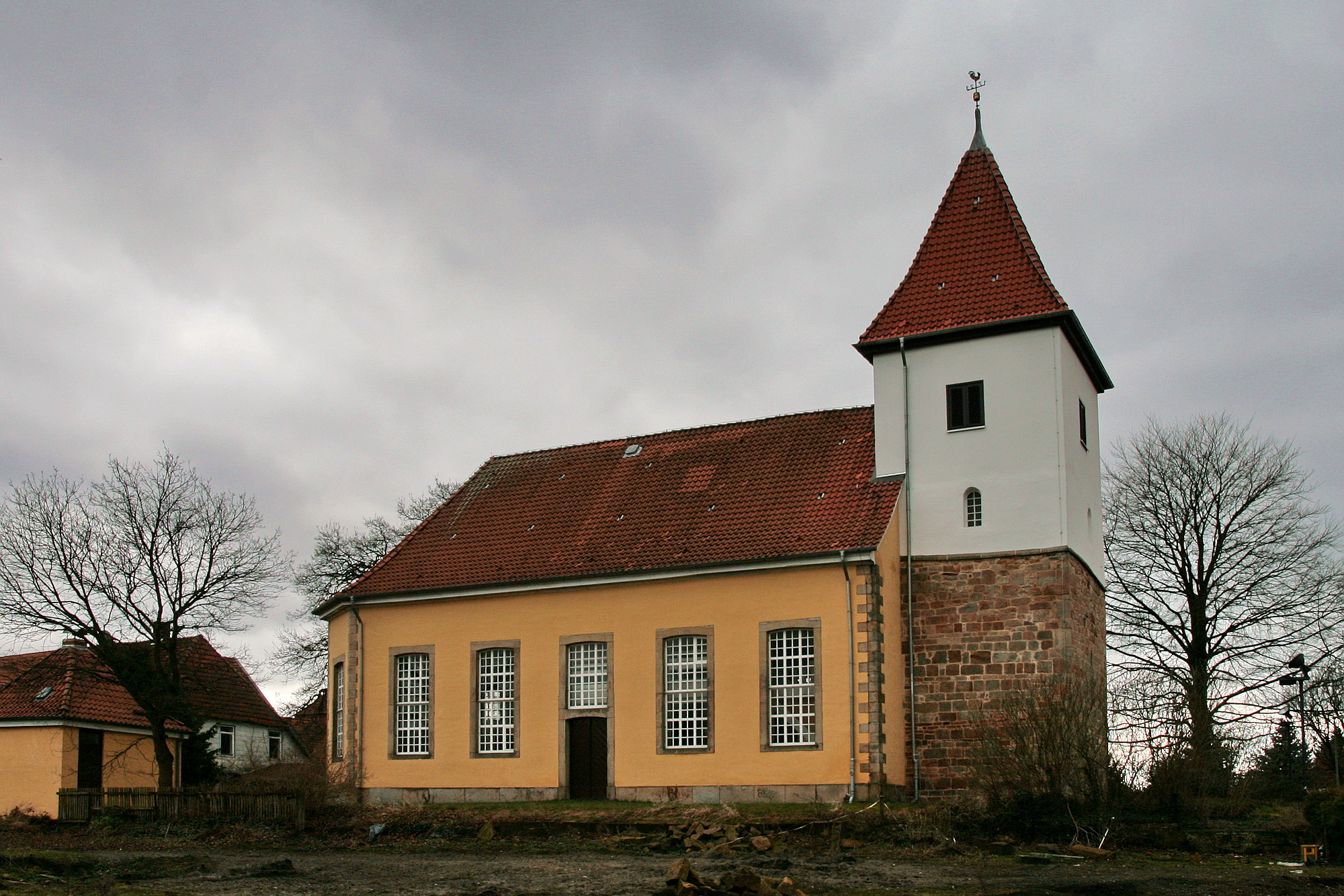
Dreieinigkeitskirche

Für das Ortsbild prägend ist die evangelische Kirche Dreieinigkeit die im Jahr 1221 erste urkundliche Erwähnung fand. Das Kirchenschiff wurde 1753 wegen Baufälligkeit abgerissen, und ein Neubau, das heutige Schiff, 1755 eingeweiht. Der Turm entstand zusammen mit dem abgerissenen Schiff zwischen 1500 und 1540 und wurde beim Abriss verschont. Er ist heute der älteste Teil der Kirche. Kanzelaltar und wahrscheinlich auch der Taufengel sind Werke von Hofbildhauer Johann Friedrich Ziesenis aus dem Jahr 1755. Die älteste Glocke von 1612 mit einem Durchmesser von 82 cm goss Meister Joachim Schrader. Die erste Orgel in der Geschichte der Kirche wurde erst 1793 von dem hannoverschen Hoforgelbaumeister Wilhelm Heinrich Bethmann geschaffen. Um die Kirche liegt ein geschlossener Friedhof mit einigen historischen Grabtafeln aus dem 18. Jahrhundert. Der neue Friedhof mit Kapelle befindet sich am südöstlichen Ortsrand.
Ein Mehrzweckbau beherbergt die Freiwillige Feuerwehr, den Kindergarten und das Dorfgemeinschaftshaus. Das Gebäude beinhaltet einen Saal für ungefähr 100 Personen mit Kochgelegenheit. Hier treffen sich die örtlichen Gruppen und Vereine.

## Wirtschaft und Infrastruktur
Kirchwehren ist ein typisches Haufendorf am Nordrand der Calenberger Lössbörde mit teilweise sehr lockerer Bebauung. 
Es gibt mehrere Bauernhöfe, durch die Vieh- und Ackerwirtschaft betrieben werden sowie einen Tischlereibetrieb und eine Dachdeckerei. Es besteht ein Kindergarten mit Hort, der auch Kinder aus den benachbarten Orten aufnimmt.

## Verkehr
Der Kirchwehrener Ring stellt den Mittelpunkt der Ortschaft dar. Die Straße Am Anger (L 390) ist die einzige vom Durchgangsverkehr genutzte Straße.
Zwei Buslinien des Großraum-Verkehrs Hannover bedienen drei Haltestellen in Kirchwehren und stellen Verbindungen zu Nachbarortsteilen und -gemeinden sicher.